# EN.D.E
EN.D.E, [nir deth ik-spir-ē-əns], är en ensemble för tidig musik som består av blockflöjtisten Katarina Widell och Patrik Karlsson på ärkeluta, gitarr och elgitarr. Ensemblen utmärker sig genom att spela både nyskriven musik och tidig musik.
EN.D.E har även medverkat på progressive metal-bandet Vindictivs skiva Ground Zero tillsammans med bland andra Göran Edman och Marc Boals.
Gruppen har beviljats bidrag från bland andra Statens kulturråd och RANK (Riksförbundet Arrangörer av Nutida Konstmusik).

## Diskografi
- 2007 - NADIR

### Medverkan
- 2009 - Ground Zero av Vindictiv